# Lisdoddefamilie
De Lisdoddefamilie (Typhaceae) is een familie van eenzaadlobbige planten. Deze familie wordt algemeen erkend door de systemen van plantensystematiek, en ook door het APG (1998) en het APG II-systeem (2003).
Het gaat om een kleine familie; meestal wordt aangenomen dat het uit één geslacht bestaat. Dit is ook het geval bij Cronquist, en in APG I en II, alwaar de familie alleen bestaat uit het geslacht Lisdodde (Typha), met twee vertegenwoordigers in Nederland en België, de grote lisdodde (Typha latifolia) en de kleine lisdodde (Typha angustifolia). Wereldwijd kent de familie dan zo'n dozijn soorten, die zeer wijd verspreid zijn, van gematigde streken tot aan de tropen.
Vanaf kalme oevers kunnen deze overblijvende moerasplanten tot 1,5 meter diepte in het water doordringen. Met hun krachtige wortelstokken kunnen ze een dichte oeverbegroeiing vormen. De bloemen staan dicht opeen in cilindervormige aren, de bovenste aar met mannelijke en de onderste met vrouwelijke bloemen.
Daarentegen wordt ook het geslacht Egelskop (Sparganium) hier wel ingevoegd. Dit is ook de beslissing die op de APWebsite [23 juli 2009] genomen is, iets dat eerdere systemen ook wel deden.
Bij Cronquist (1981) wordt deze familie geplaatst in diens orde Typhales die dan bestaat uit de twee families Typhaceae en Sparganiaceae, oftewel dezelfde planten als bij de familie in de brede zin van het woord.

## Externe links

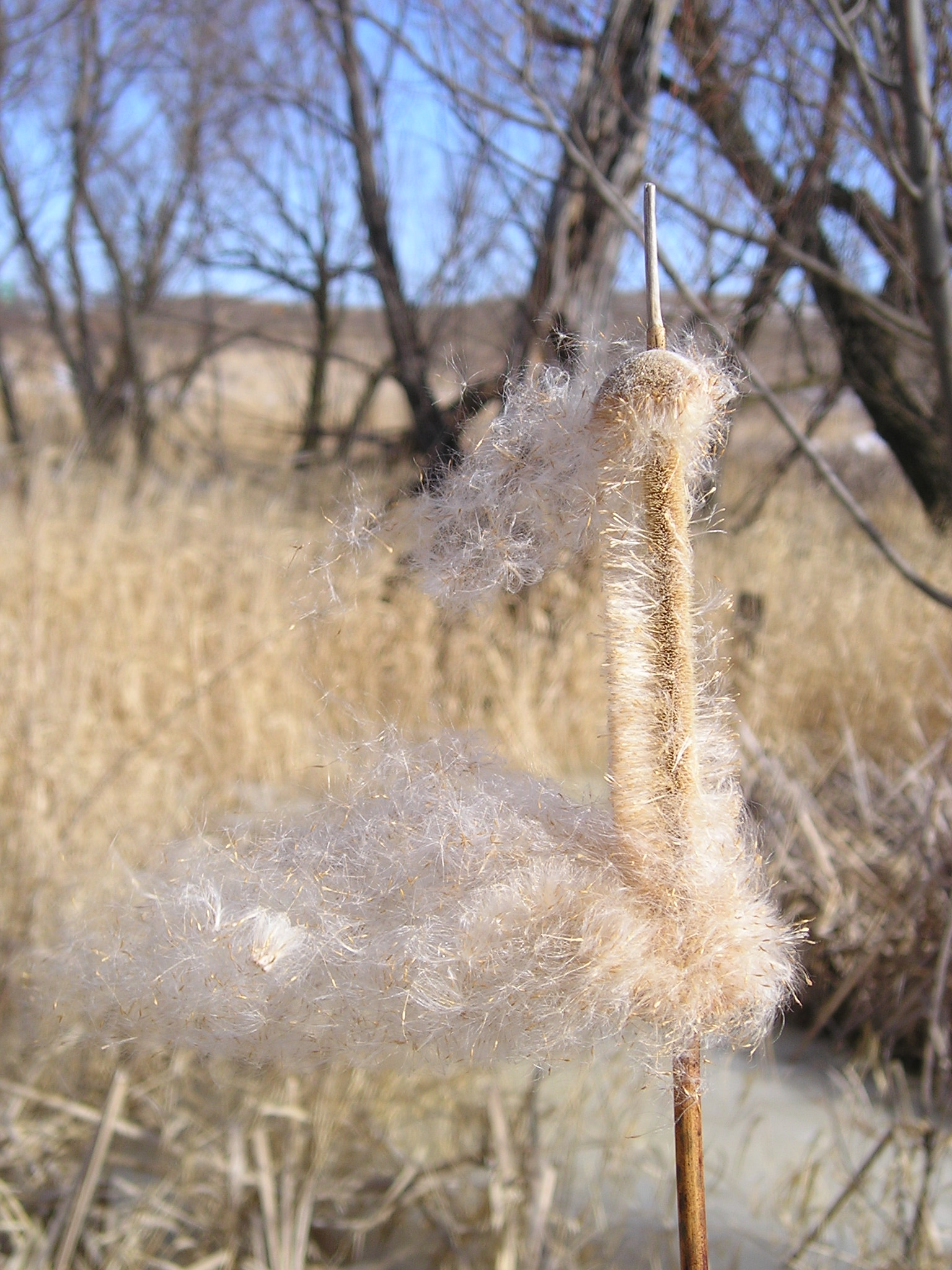
verspreiding van de vruchten door de wind